# Only You (Andrea)
Only You è un singolo della cantante bulgara Andrea, pubblicato il 19 giugno 2012.